# Онторія-дель-Пінар
Онторія-дель-Пінар (ісп. Hontoria del Pinar) — муніципалітет в Іспанії, у складі автономної спільноти Кастилія-і-Леон, у провінції Бургос. Населення — 777 осіб (2010).
Муніципалітет розташований на відстані близько 170 км на північ від Мадрида, 70 км на південний схід від Бургоса.
На території муніципалітету розташовані такі населені пункти: (дані про населення за 2010 рік)
- Альдеа-дель-Пінар: 30 осіб
- Онторія-дель-Пінар: 645 осіб
- Навас-дель-Пінар: 102 особи

## Демографія
Динаміка населення (INE ):